# Leon Wood
Osie Leon Wood III (ur. 25 marca 1962 w Columbii) – amerykański koszykarz, występujący na pozycjach rozgrywającego lub rzucającego obrońcy, mistrz olimpijski z Los Angeles oraz igrzysk panamerykańskich (1983), od 1996 - sędzia koszykarski NBA.

## Osiągnięcia
Stan na podstawie, o ile nie zaznaczono inaczej.
NCAA
- Zaliczony do:
  - I składu All-PCAC (1982–1984)
  - II składu All-American (1984)

NBA
- Uczestnik konkursu rzutów za 3 punkty (1986)

Inne
- Zaliczony do II składu CBA (1990)
- Uczestnik meczu gwiazd ligi:
  - hiszpańskiej (1988)
  - CBA (1990, 1994)
- Zwycięzca konkursu rzutów za 3 punkty ligi CBA (1994)
- 2. miejsce w konkursie rzutów za 3 punkty ligi:
  - hiszpańskiej (1988)
  - CBA (1990)

Reprezentacja
- Mistrz:
  - olimpijski (1984)[4]
  - igrzysk panamerykańskich (1983)[5]
- Lider igrzysk olimpijskich w asystach (1984)